# The Automatic
The Automatic — музыкальная группа из британского города Кардифф. Группа появилась в 2003 году и изначально носила имя White Rabbit. Название The Automatic было утверждено участниками два года спустя и этот момент обозначил отправную точку в творчестве группы.
В первоначальный состав входили солист и басист Робин Хокинс, гитарист Джеймс Фрост, играющий на синтезаторе, клавишных Алекс Пенни и барабанщик Айван Гриффитс.
Однажды демодиск группы попал на местный лейбл FF Vinyl, который спустя всего пару дней предложил The Automatic контракт на выпуск 500 000 дисков. Весной 2006 года их сингл Raoul был в Топ-40 синглов Британии. Последовавший сингл Monster является самым популярным их произведением.
19 июня 2006 состоялся релиз дебютного альбома Not Accepted Anywhere. Группа получила целый ряд наград. В том числе The Pop Factory Awards 2005 как лучшая новая группа, The Pop Factory Awards 2006 за лучшее выступление, Vodafone Music Awards 2006 как лучшая новая группа из Британии, T4 Popworld — "Артист года 2006", The Pop Factory Awards 2007 — лучшая международная группа.
В сентябре 2007 Алекс Пенни покинул The Automatic и на его место временно пришёл Пол Маллен, участник группы Yourcodenameis:milo. 25 августа 2008 группа выпустила свой второй альбом This Is a Fix. Этот альбом занял 44-ю позицию в британском хит-параде в отличие от первого, который занял третье место.
В начале 2009-го группа начала работу над своим третьим альбомом и к марту у музыкантов уже было 10 треков, которые находились на разных стадиях записи. Группа заявила, что первоначально работала с примерно 20 песнями. К апрелю было полностью готово 4 песни, а 18 апреля появилась информация о том, что эти композиции войдут в новый альбом группы. В октябре 2009 группа сделала заявление, что третий студийный альбом уже практически готов. Пластинка, получившая название «Tear the Signs Down», вышла 8 марта 2010 года. Пластинка состоит из 11 треков. Релиз первого сингла, «Interstate», состоялся шестого декабря. Второй сингл под названием «Run and Hide», был анонсирован на BBC Radio Wales и вышел 1 марта 2010. Третий сингл с этого альбома, под названием «Cannot Be Saved» был анонсирован в начале июня и появился в продаже 20 июня 2010.

## Дискография
- Not Accepted Anywhere (19 июня 2006) UK #3
- This Is a Fix (25 августа 2008) UK #44
- Tear the Signs Down (март 2010)

Песня Monster была использована в качестве саундтрека к 6 серии 1 сезона сериала Torchwood - "Убийство в деревне (Countrycide)" ; также она была использована в саундтреке к игре FIFA 08. Эту песню также можно услышать в 5 серии (Mummy in the Maze), 3 сезона сериала Кости (телесериал) и фильме "Кокни против зомби".
Песня Steve McQueen была использована в саундтреке к игре Colin McRae: DiRT 2. В той же игре присутствует видео на эту песню, увидеть его можно по телевизору; звук, правда, отсутствует.